# Histon H2A
Histon H2A jedan je od četiri histona koji čine nukleosome koji su gradivne jedinice kromatina.

## Nukleosomska jezgrena čestica
U jezgrama eukariotskih stanica, DNA se povezuje s histonima kako bi formirala nukleosomske jezgrene čestice: strukture u obliku diska s unutarnjom jezgrom sastavljenom od oktamera histonskih proteina, koji sadrži dvije kopije svakog od histona H2A, H2B, H3 i H4. Otprilike 145 do 147 bp nukleosomske DNA mota se s vanjske strane ove proteinske jezgre, tvoreći superhelične lijeve zavoje, dok N-terminalni repovi histona strše iz proteinske jezgre i okolne DNA.
Vezanje DNA na histone regulirano je posttranslacijskim modifikacijama N-terminalnih repova, a ove modifikacije igraju važnu ulogu u epigenetičkoj kontroli strukture kromatina.

## Struktura histona H2A

### Središnja jedinica
Središnja struktura sačinjena je od središnje globularne domene poznate kao histonski nabor – strukturalno konzerviranog motiva, koji se sastoji od tri α-heliksa povezana s dvije petlje, tvoreći karakterističan motiv "heliks-okret-heliks-okret-heliks". Ova struktura pojavljuje se u sva četiri središnja histona te olakšava stvaranje H2A-H2B heterodimera putem inteakcije "rukovanja", koji se potom povezuju s H3-H4 tetramerima kako bi se sastavili u nukleosomsku jezgrenu česticu.

### N-terminalna i C-terminalna domena
Središnja domena okružena je fleksibilnim N-terminalnim i C-terminalnim domenama. N-terminalna domena zbog svog nestrukturiranog, fleksibilnog dijela koji strši iz nukleosomske jezgre ima važnu ulogu vezanja DNA, uz to sadrži višestruke lizinske i argininske ostatke koji su meta postranslacijskim modifikacijama poput acetilacije, metilacije i fosforilacije.
Acetilacijom lizina može se neutralizirati pozitivne naboje koji drže vezanu DNA time oslabljujući histon-DNA interakcije i promičući transkripciju. Uz to ova domena služi kao regulatorno sučelje za enzime koji modificiraju kromatin.
C-terminalna regija također je intrinzično neuređena što znači da lako mijenja oblik, a nalazi se na vanjskoj površini nukleosoma te je kraća od N regije. Služi kao mjesto ubikvitinacije, pogotovo na lizinu 119 što je povezano sa utišavanjem gena, popravkom DNA i represijom transkirpcije.

### Kiseli dijelovi
Takozvani kiseli dio negativno je nabijena pvršinska regija H2A-H2B dimera gdje najvažniju ulogu u sastavu igraju ostaci glutamisnke i asparaginske kiseline. Privlači i interagira s pozitivno nabijenim regijama drugih proteina ili čak obližnjih histona. Služi kao mjesto spajanja za regulatorne proteine kromatina poput linkera histona H1, HP1 i remodelera kromatina. Potiče internukleosomske interakcije, pomažući u zbijanju vlakana kromatina i stvaranju strukture kromatina višeg reda (kondenzaciji). Ima ulogu i u  utišavanju kromatina. Poremećaj interakcija kiselih dijelova može dovesti do dekondenziranog kromatina i povećane ekspresije gena.

## Određivanje strukture
Struktura histona H2A određena je putem x-ray kristalogtafije kao primarne metode detekcije. Ovim putem određena je struktura cijele nukleosomske jezgrene čestice kosristeći rekombinantno izražene ljudske histone. Tadašnja dobivena rezolucija iznosila je 2,8A.
Kasnije su provedene i metode NMR-a i krio elektromagnetske mikorskopije.

## Funkcija
Funkcija histona H2A nadilazi isključivo strukturnu ulogu. Postoje različite varijante histona H2A, poput H2A.Z, H2A.X, macroH2A i H2A.B, koji imaju specifične i važne funkcije u stanici.

### H2A.Z
Varijanta H2A.Z ima dvostruku ulogu u transkripciji gena, djelujući i kao aktivator i kao represor. Također je važna za dinamiku nukleosoma, popravak DNA i formiranje heterokromatina. Zamjena kanonskih H2A-H2B dimera s H2A.Z-H2B dimerima u nukleosomima može smanjiti stabilnost nukleosoma i povećati učinkovitost transkripcije, čime se potiče ekspresija gena. Nakupljanje više H2A.Z nukleosoma u heterokromatinu može dovesti do zbijanja kromatina i represije gena.

### H2A.X
Varijanta H2A.X ključna je u odgovoru na oštećenje DNA.[5] Fosforilacijom H2A.X, ova varijanta regrutira čimbenike potrebne za popravak DNA na mjesto oštećenja. Mutacije u H2A.X smanjuju učinkovitost popravka DNA i povećavaju osjetljivost na genotoksične tvari. Ova varijanta integrirana je kroz cijeli genom, a njena primarna lokacija su mjesta početka transkripcije.

### Proteinske interakcije
H2A u jezgru ulazi u obliku dimera H2A-H2B, a sam unos posredovan je proteinima karioferinima (Kap). Karioferini prepoznaju signal za lokalizaciju jezgre (NLS) na N-terminalnom dijelu H2A te na taj način sudjeluju u unosu H2A u staničnu jezgru. Proteinski šaperoni poput nucleosome assembly proteina (NAP-1) mogu vezati H2A-H2B dimere i sudjelovati u njihovoj dinamici unutar jezgre, djelujući na zamjenu histona u nukleosomu.
H2A dolazi u interakciju s proteinom 2A-HUB, koji je E3 ubikvitin-ligaza. Ovaj enzim katalizira monoubikvitinaciju H2A te na taj način djeluje kao represor transkripcije. Regrutacijom 2A-HUB-a na promotore ciljanih gena te monoubikvitinacijom H2A dolazi do smanjene ekspresije tih gena.
H2A također dolazi u interakciju i s FACT kompleksom koji omogućava elongaciju transkripcije. FACT kompleks veže se samo na nemodificirani H2A, stoga smanjena ekspresija 2A-HUB-a dovodi do smanjene razine ubikvitiniranog H2A, te posljedično do regrutacije FACT kompleksa i RNA polimeraze II na promotorske regije, što olakšava elongaciju transkripcije.
Interakcije H2A ispitivane su pomoću „bait Protein-Protein Interaction-sequencing“ (bPPI-seq), a dokazane su pomoću koimunoprecipitacije protočne citometrije.

## Uloga varijanti histona H2A u razvoju bolesti
Varijante histona H2A uključene u razvoj brojnih patoloških stanja kao što su rak, bolesti povezane s embrionalnim razvojem, poremećaje regeneracije mišića, metaboličke poremećaje te kardiovaskularne bolesti. Ipak, njihov utjecaj najviše je istraživan u razvoju raka i abnormalnim embrionalnom razvoju. 

### Povezanost varijanti histona H2A s rakom dojke
Na primjeru raka dojke, jednom od najčešćih oblika raka na svijetu, vidljivo je kako su varijante H2A.Z.1, H2A.X i macroH2A1 kroz različite mehanizme uključene u njegovu patologiju.
H2A.Z.1 se metilira djelovanjem enzima SMYD3, što stabilizira njegovo vezanje na promotor gena za ciklin A1 čime  pojačava njegovu ekspresiju i u konačnici potiče proliferaciju stanica raka dojke.
Gubitak varijante H2A.X u ne-malignim stanicama dojke olakšava transkripcijskim faktorima Twist1 i Slug da se vežu na DNA i potaknu ekspresiju gena ključnih za epitelno-mezenhimalnu tranziciju (EMT) ne-maligne stanice poprimaju svojstva malignih stanica kao što su migracija i invazivnost što sugerira tumor-supresorsku ulogu H2A.X.
MacroH2A1.1, vežući poly(ADP-ribozu), inhibira PARP-1 i time smanjuje ekspresiju faktora transkripcijskog faktora Snail i u konačnici sprječava EMT.

### Povezanost varijanti histona H2A s abnormalnim embrionalnim razvojem
Održavanjem ravnoteže između pluripotentnosti i diferencijacije varijante histona H2A ostvaruju bitnu ulogu u embrionalnom razvoju. Deregulacija njihove ekspresije može dovesti do nepravilne diferencijacije i razvoja kongenitalnih defekata.